# Tipperary megye
Tipperary megye (írül: Contae Thiobraid Árann) megye Írország déli részén, Munster tartományban. Nevét Tipperary városáról kapta. A 13. században alapították, nem sokkal az angol hódítás után. Legnépesebb városai Clonmel, Nenagh és Thurles.
1838 és 2014 között két részre volt osztva: Dél-Tipperary és Észak-Tipperary megyékre.

## Önkormányzat és közigazgatás

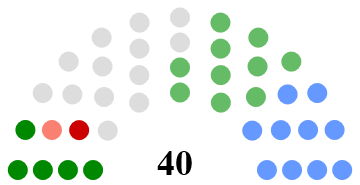
Fianna Fáil (12)
Fine Gael (9)
Sinn Féin (2)
Munkáspárt (1)
WUA (1)
független (15)

A megyei tanács összetétele:

## Népesség

### Legnépesebb települések
| Sorszám | Település       | Népesség (2016-os népszámlálás) |
| ------- | --------------- | ------------------------------- |
| 1       | Clonmel         | 17 140                          |
| 2       | Nenagh          | 8 968                           |
| 3       | Thurles         | 7 940                           |
| 4       | Carrick-on-Suir | 5 771                           |
| 5       | Roscrea         | 5 446                           |
| 6       | Tipperary       | 4 979                           |
| 7       | Cashel          | 4 422                           |
| 8       | Cahir           | 3 593                           |
| 9       | Ballina         | 2 632                           |
| 10      | Templemore      | 1 939                           |
| 11      | Fethard         | 1 545                           |

## Turizmus
Tipperary nevezetességei:
- Ardfinnan vára(wd)
- Cahir vára(wd)
- Kilcash vára(wd)
- Cashel sziklája(wd)